# Lee Jung-eun
Dans ce nom coréen, le nom de famille, Lee, précède le nom personnel.
Pour les articles homonymes, voir Lee.
Lee Jung-eun, née le 9 avril 1988, est une judokate sud-coréenne en activité évoluant dans la catégorie des plus de 78 kg.

## Biographie
Lee Jung-eun est médaillée de bronze aux Championnats du monde de judo 2013 à Rio de Janeiro, battant dans le match pour la troisième place la Française Émilie Andéol.

## Palmarès
| Année | Compétition           | Lieu           | Résultat | Catégorie         |
| ----- | --------------------- | -------------- | -------- | ----------------- |
| 2007  | Championnats d'Asie   | Koweït City    | 3e       | Plus de 78 kg     |
| 2007  | Championnats d'Asie   | Koweït City    | 3e       | Toutes catégories |
| 2013  | Championnats d'Asie   | Bangkok        | 1re      | Plus de 78 kg     |
| 2013  | Championnats du monde | Rio de Janeiro | 3e       | Plus de 78 kg     |